# Змей Горыныч

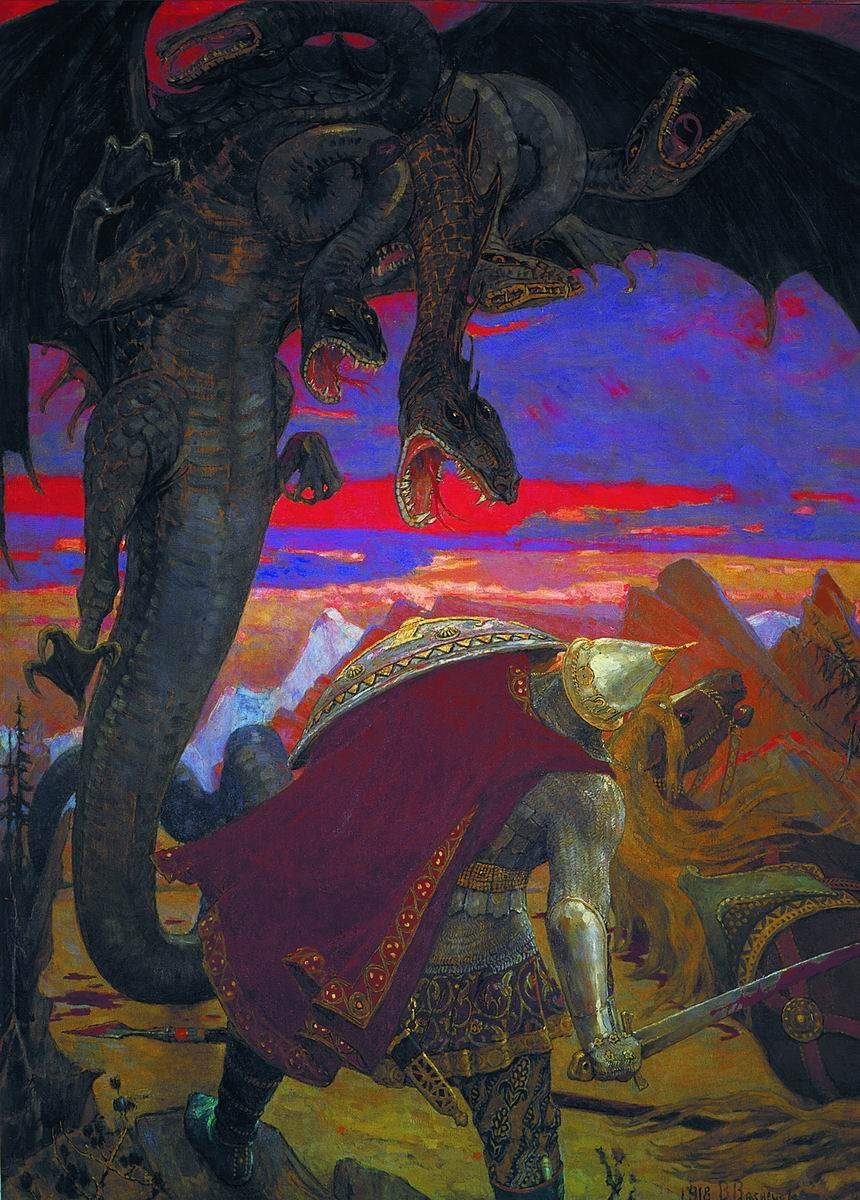
Единоборство со Змеем Горынычем у Виктора Васнецова, «Бой Добрыни Никитича со Змеем Горынычем», 1918

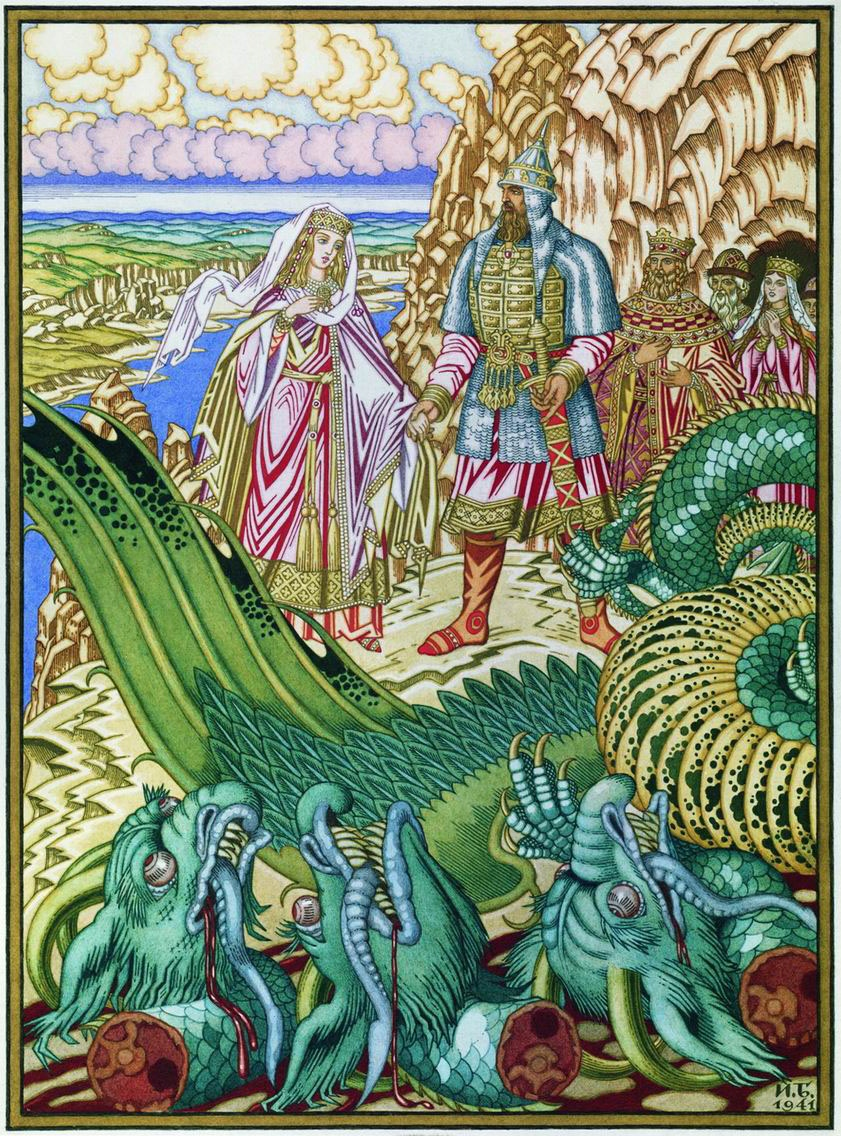
Добрыня Никитич и поверженный им Змей

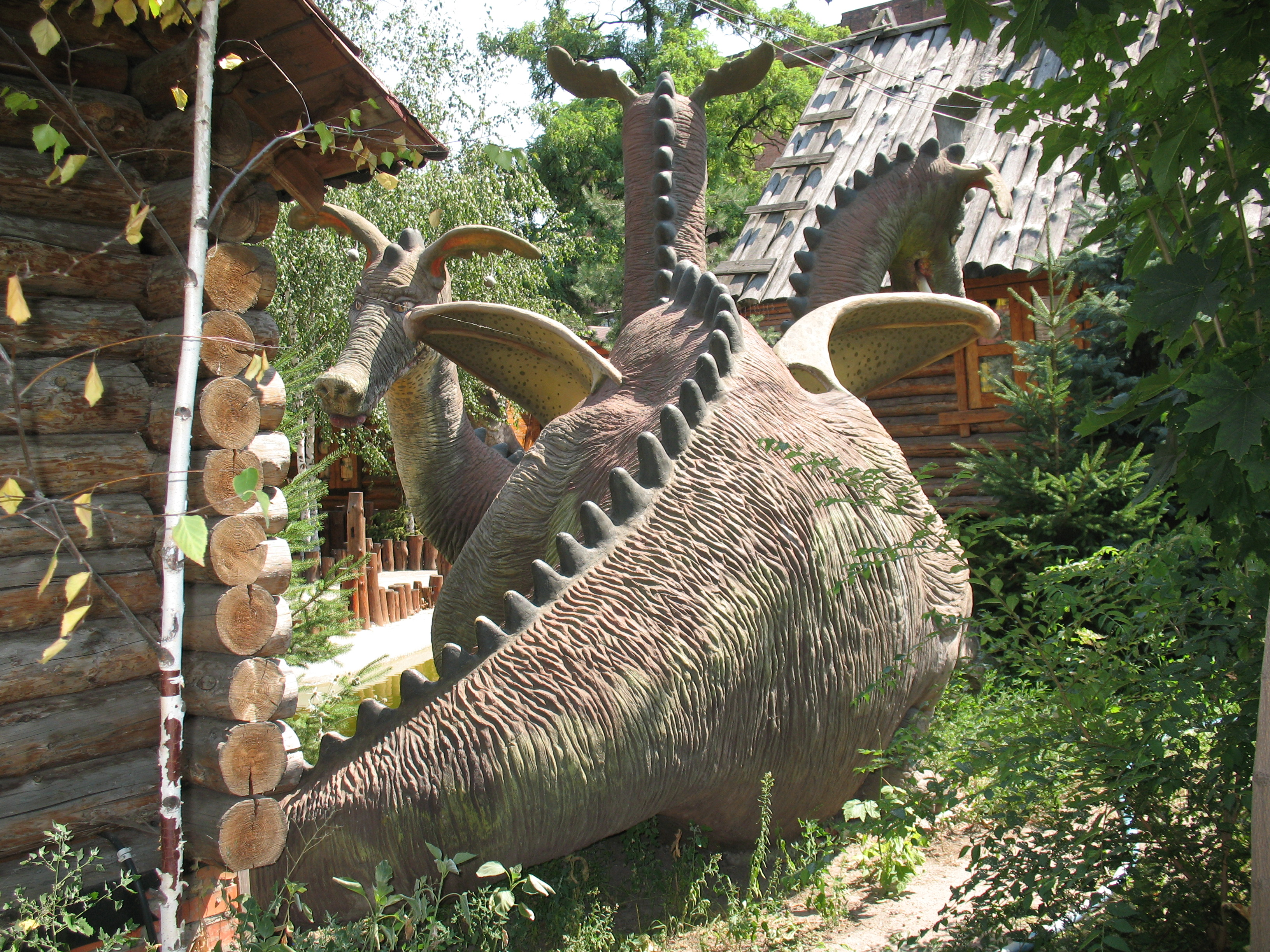
Змей Горыныч в Харькове. 2010 год

Змей Горы́ныч — русский фольклорный змей (дракон), похищающий женщин.
В славянской мифологии встречаются аналоги: змок (словац. и чеш. zmok) или смок (пол. smok, бел. цмок), змий (в.-луж. zmij, укр. змій), змай (словен. zmaj, с.-хорв. змаj), змей (бел. и болг. змей). Прозвище Горыныч происходит от слова «гореть» (ср. рус. горн), в сербской мифологии Змaj Огњени. Имеется альтернативная версия, в болгарском языке значения «гора» и «лес» не различаются, поэтому есть версия, что Горыныч — от слова «гора» в значении «лесной». Также описывается под именами Горынич, Горынчат, Горынчище, Горынище.
Горыныч живёт обычно в горах, нередко у огненной реки и стережёт «Калинов мост», по которому попадают в царство мёртвых. Существует версия, что Змей Горыныч был собирательным образом половцев.

## Характерные особенности Змея
Многоголовость Змея — непременная его черта. Число голов обычно кратно трём, чаще всего их бывает 3, 6, 9 или 12, но также бывает 5 или 7. Чаще всего Змей предстаёт трёхглавым. Другие черты Змея упоминаются реже или не упоминаются вовсе. В большинстве случаев у Змея отмечается способность к полёту, но о крыльях его, как правило, ничего не говорится. Так, во всём афанасьевском сборнике русских народных сказок лишь один раз сообщается об «огненных крыльях» (сказка «Фролка-сидень»). Тело Змея в сказках не описывается, однако на лубочных картинках, изображающих Змея, излюбленными деталями являются длинный хвост стрелой и когтистые лапы. Ещё одной важной особенностью Змея является его огневая природа, однако как именно извергается огонь, сказки не описывают. Огонь Змей носит в себе и извергает его в случае нападения. Кроме огненной стихии Змей связан и со стихией водной, и две эти стихии не исключают друг друга. В некоторых сказках он живёт в воде, спит на камне в море. В то же время Змей — ещё и Змей Горыныч и живёт в горах (возможно также, что отчество произошло от славянского имени Горыня). Впрочем, такое местопребывание не мешает ему быть морским чудовищем. В некоторых сказках он живёт в горах, но когда герой к нему приближается, он выходит из воды. Также, в некоторых историях он является страшным помощником другого злодея — Кощея Бессмертного.
По Далю, «Горыня — сказочный богатырь и великанища, который горами качает. Горынич м. сказочное отчество, придаваемое богатырям, иногда Змею, или жителям гор, вертепов, пещер».

## Противники
- Добрыня Никитич
- Иван-царевич
- Феодор Тирон в «Сказании о подвигах Фёдора Тиринина»
- Иван — крестьянский сын в сказке «Иван — крестьянский сын и Чудо-Юдо»

## Змей Горыныч в современной культуре
В 2000 году в Петрозаводске в парке Культуры и Отдыха была установлена скульптура Змея Горыныча (в честь Года дракона). Ориентировочно в 2002 году скульптура была перенесена в посёлок Вилга.
В Харькове на реке Лопань в 2000-х годах установлена деревянная скульптура трёхголового Змея.
В Новосибирске в парке имени Кирова в 2013 году был установлен фонтан и скульптурная композиция, посвящённые героям русских сказок, основной фигурой в которой является Змей Горыныч.
Близ села Каменка Задонского района Липецкой области, в семейном парке «Кудыкина гора» установлена гигантская статуя Змея Горыныча.
«Змей Горыныч» — сленговое наименование советской системы разминирования УР-77 «Метеорит», созданной в 1977 году на основе гаубицы 2С1 «Гвоздика» и успешно применяющейся в наше время. Также «Горынычами» часто именуют различные варианты аэродромных спецмашин для очистки ВПП, например, серийно выпускавшуюся тепловую машину «АИСТ-5ТМ» и целый ряд аналогичных, представлявших собой грузовик или трактор с установленным на нем старым реактивным двигателем, чаще всего ВК-1.

### Змей Горыныч в литературе
- Народная былина «Про Добрыню Никитича и Змея Горыныча».
- В повести-сказке В. М. Шукшина «До третьих петухов» Змей Горыныч собирается жениться на усатой дочери Бабы Яги, грозится проглотить Ивана-Дурака за шашни с невестой, но под конец оказывается побеждён донским атаманом.
- В повести братьев Стругацких «Понедельник начинается в субботу» Змей Горыныч использовался для опытов в НИИЧАВО.
- В сказке Дмитрия Половнева «Змей Горыныч» Змею наскучила прежняя жизнь и он решил исправиться.
- В стихотворении Николая Гумилёва «Змей» он является правителем Лагора, который, обернувшись Змеем, похищает девушек, чтобы унести их к себе во дворец.
- сказка Михаила Татаринова «Случай в дремучих Вятских лесах, или Сказка про то, как Змей Горыныч женился»

### Змей Горыныч в живописи
- Иван Яковлевич Билибин: «Бой Добрыни со Змеем»
- Иван Яковлевич Билибин: «Добрыня Никитич освобождает от Змея Горыныча Забаву Путятичну» (1941)
- Николай Константинович Рерих: «Победа» (1942). На этой картине, созданной Рерихом в годы войны, русский богатырь отрубает голову Змею Горынычу, изображённому в цвете нацистской формы.

### Змей Горыныч в фильмах
- «Василиса Прекрасная» (1939), режиссёр Александр Роу. Змей Горыныч похищает Василису Прекрасную, чтобы жениться на ней. Крестьянскому сыну Ивану предстоит сойтись с ним в финальной битве. В этом фильме Горыныч живёт не в горах, а в красивом дворце с многочисленными слугами и помощницей Бабой-Ягой. При этом одна из его голов извергает пламя, другая — сильный ветер, а третья — водяную струю.
- Илья Муромец (1956), режиссёр Александр Птушко. В фильме Змей Горыныч находится в подчинении тугар. По приказу Калина-царя его выпускают на поле брани в самый разгар сражения.
- «Огонь, вода и… медные трубы» (1967), режиссёр Александр Роу. В этом фильме Горыныч, приглашённый на свадьбу Кащея Бессмертного, не является. Слуга Змея говорит Кащею, что Горыныч не смог явиться, потому что «хворает — неделю подряд ему недужится: первая, пятая, седьмая головы болят, двенадцатая — кружится».
- «Там, на неведомых дорожках…» (1982), режиссёр Михаил Юзовский. Фильм снят таким образом, что Горыныч ни разу не появляется в кадре. По сюжету он прилетает в гости к Кащею Бессмертному, который отводит ему место в сарае, но царь Макар с помощью волшебной воды превращает Змея в трёхголового козлёнка.
- «На златом крыльце сидели» (1986), режиссёр Борис Рыцарев. В этом фильме одноголовый Змей Горыныч служит летающим транспортом Кощею Бессмертному.

### Змей Горыныч в мультипликации
- «Царевна-Лягушка» (1954). Иван-Царевич вступает в бой со Змеем Горынычем, охраняющим дуб со смертью Кащея.
- «Ключ» (1961). Четыре (вместо традиционных трёх) разнохарактерные головы Змея Горыныча сатирически представляют бюрократов-формалистов. Головы озвучили Владимир Лепко, Сергей Мартинсон, Анатолий Папанов и Анастасия Георгиевская.
- «Добрыня Никитич» (1965). Кукольный мультфильм по мотивам русских былин о Добрыне Никитиче и Змее Горыныче.
- «Межа» (1967). Угнетатели деревенских жителей — Змей Горыныч и жадный царь. Озвучил Анатолий Папанов.
- «Мы ищем кляксу» (1969).
- «Сказка сказывается» (1970). Трёхглавый дракон — одна из личин Кащея Бессмертного, победить которого в этом образе можно только мёртвым волосом его брата Водяного. Озвучил Александр Ханов.
- «Алёнушка и солдат» (1974). Три головы Змея — разноцветные и разнохарактерные. Озвучили: Рогволд Суховерко (зелёная голова), Анатолий Баранцев (синяя голова), Вячеслав Щёлоков (жёлтая голова).
- «Последняя невеста Змея Горыныча» (1978). В этом фильме Змей Горыныч — похититель красавиц со всего мира. Имеет одну голову, но множество лап; также может принимать человеческий облик. Озвучил Владимир Басов.
- «Баба Яга против!» (1980). По сюжету молодой Змей Горыныч — домашнее животное и помощник Бабы-Яги.
- «Ивашка из Дворца пионеров» (1981). Один из трёх гостей Бабы-Яги, собирающихся полакомиться пионером.
- «Синеглазка» (1984). В фильме предстаёт с одной головой, но при этом способен принимать разные обличья.
- «Ну, погоди! (выпуск 16)» (1986). Волк во сне попадает в волшебную страну, где герои разных сказок живут вне времени и сюжета. Змей Горыныч охраняет сказочный замок. В этом мультфильме режиссёр Вячеслав Котёночкин и художник Светозар Русаков повторно использовали образ, заявленный в м/ф «Межа».
- «Доверчивый дракон» (1988). Трёхглавый дракон вырастает среди людей, не ведая, кто он на самом деле. Озвучил Леонид Ярмольник.
- «Фантазёры из деревни Угоры» (1994). Появляется в фантазиях главных героев как соратник Бабы-Яги и Кощея Бессмертного. Озвучили Юрий Волынцев (вторая голова) и Владимир Ферапонтов (первая и третья головы).
- «Бабка Ёжка и другие» (2006). Змей Горыныч — единственный отрицательный персонаж фильма. Озвучил Михаил Кокшенов.
- «Добрыня Никитич и Змей Горыныч» (2006). Змей Горыныч — положительный персонаж и давний друг Добрыни Никитича. Озвучил Олег Куликович.
- «Три богатыря и Шамаханская царица» (2010). Пути Добрыни и Змея вновь пересекаются, на сей раз — в китайском монастыре. Озвучил Олег Куликович.
- «Три богатыря на дальних берегах» (2012). Вместе с жёнами богатырей пытается обезвредить Колывана и Бабу-Ягу. Озвучил Олег Куликович.
- «Иван Царевич и Серый Волк» (2012). Змей Горыныч — злой персонаж, но учится у Ивана делать добрые дела. Озвучил Сергей Гармаш.
- «Три богатыря и морской царь» (2016). Сообщает богатырям о затопленном Киеве и старается помочь им вызволить город из-под воды. Озвучил Олег Куликович.
- «Три богатыря и принцесса Египта» (2017) Озвучил Олег Куликович.

## Змей Горыныч в науке
В честь Змея Горыныча назван тероцефал Gorynychus masyutinae — крупнейший хищник из пермских отложений Котельнича, Кировская область.